# Northeast Division (NHL)
Die Northeast Division war von 1993 bis 2013 eine der Divisions der National Hockey League. In der Division spielten die Teams, die in der Nähe der östlichen kanadisch-amerikanischen Grenze gelegen sind. Die Northeast Division wurde nach der Ligaerweiterung 1993 als Nachfolger der Adams Division gegründet und zwei Jahrzehnte später nach einer Umstrukturierung der Divisionen vor der NHL-Saison 2013/14 aufgelöst.

## Teams
| 1993/94               | 1994/95 | 1995/96 | 1996/97 | 1997/98 | 1998/99             | 1999/00 | 2000/01 | 2001/02 | 2002/03 | 2003/04 | 2004/05 | 2005/06 | 2006/07 | 2007/08 | 2008/09 | 2009/10 | 2010/11 | 2011/12 | 2012/13 |
| --------------------- | ------- | ------- | ------- | ------- | ------------------- | ------- | ------- | ------- | ------- | ------- | ------- | ------- | ------- | ------- | ------- | ------- | ------- | ------- | ------- |
| Boston Bruins         |         |         |         |         |                     |         |         |         |         |         |         |         |         |         |         |         |         |         |         |
| Buffalo Sabres        |         |         |         |         |                     |         |         |         |         |         |         |         |         |         |         |         |         |         |         |
| Hartford Whalers      |         |         |         |         |                     |         |         |         |         |         |         |         |         |         |         |         |         |         |         |
| Canadiens de Montréal |         |         |         |         |                     |         |         |         |         |         |         |         |         |         |         |         |         |         |         |
| Ottawa Senators       |         |         |         |         |                     |         |         |         |         |         |         |         |         |         |         |         |         |         |         |
| Pittsburgh Penguins   |         |         |         |         |                     |         |         |         |         |         |         |         |         |         |         |         |         |         |         |
| Nordiques de Québec   |         |         |         |         |                     |         |         |         |         |         |         |         |         |         |         |         |         |         |         |
|                       |         |         |         |         | Toronto Maple Leafs |         |         |         |         |         |         |         |         |         |         |         |         |         |         |

## Meister
| Jahr | Name                |
| ---- | ------------------- |
| 1994 | Pittsburgh Penguins |
| 1995 | Québec Nordiques    |
| 1996 | Pittsburgh Penguins |
| 1997 | Buffalo Sabres      |
| 1998 | Pittsburgh Penguins |
| 1999 | Ottawa Senators     |
| 2000 | Toronto Maple Leafs |
| 2001 | Ottawa Senators     |
| 2002 | Boston Bruins       |
| 2003 | Ottawa Senators     |
| 2004 | Boston Bruins       |
| 2005 | Lockout             |
| 2006 | Ottawa Senators     |
| 2007 | Buffalo Sabres      |
| 2008 | Montréal Canadiens  |
| 2009 | Boston Bruins       |
| 2010 | Buffalo Sabres      |
| 2011 | Boston Bruins       |
| 2012 | Boston Bruins       |
| 2013 | Montréal Canadiens  |